# Maillé (Indre e Loira)
Maillé è un comune francese di 617 abitanti situato nel dipartimento dell'Indre e Loira nella regione del Centro-Valle della Loira.

## Storia
Il 25 agosto 1944 124 abitanti di Maillé, compresi donne e bambini, vennero assassinati dai nazisti della 17. SS-Panzergrenadier-Division "Götz von Berlichingen".

## Società

### Evoluzione demografica
Abitanti censiti